# والوولاین
والوولاین (انگلیسی: Valvoline) شرکت پالایش نفت آمریکایی است، که در سال ۱۸۶۶ تأسیس شد.